# Moldovenești
Moldovenești (in passato Varfalău, in ungherese Várfalva, in tedesco Burgdorf) è un comune della Romania di 3 610 abitanti, ubicato nel distretto di Cluj, nella regione storica della Transilvania.
Il comune è formato dall'unione di 6 villaggi: Bădeni, Moldovenești, Pietroasa, Plăiești, Podeni, Stejeriș.